# Son Hyun-joo
Son Hyun-joo (Hangul: 손현주, RR: Son Hyeon-ju) es un actor surcoreano.

## Biografía
Estudió teatro y cine en la Universidad de Chung-Ang.
Hun-joo está casado con Lee Jae-sook desde 1997 y la pareja tiene un hijo Son Hyung-seok y una hija Son Jung-min.
El 28 de febrero de 2022, su agencia Starcom Entertainment anunció que el día anterior el actor había dado positivo para COVID-19 por lo que había detenido todas sus actividades programadas y se encontraba descansando y tomando las medidas necesarias siguiendo las indicaciones de las autoridades de salud.

## Carrera
Es miembro de la agencia Starcom Entertainment. Previamente formó parte de la agencia KeyEast Entertainment.
En noviembre de 1994 apareció brevemente en el segundo episodio de Salut D'Amour donde interpretó al amigo de Jeon-woo.
En septiembre de 1996 se unió al elenco de la serie First Love donde dio vida al guitarrista Joo Jung-nam.
En febrero de 2003 se unió al elenco recurrente de la serie Love Letter donde interpretó al padre Peter, el tío materno de Lee Woo-jin (Jo Hyun-jae) a quien crio en la iglesia después de rescatarlo de su cruel tía paterna.
En septiembre de 2006 se unió al elenco principal de la serie What's Up Fox? donde dio vida a Park Byung-gak, el presidente de una marca de lujo ignorante y grosero que ve con desdén a los demás, hasta el final de la serie en noviembre del mismo año.
En marzo de 2007 se unió al elenco recurrente de la serie H.I.T, donde interpretó al superintendente de la policía Jo Kyu-won.
El 25 de octubre del mismo año apareció como parte del elenco principal d la película Punch Lady donde dio vida a Kim Soo-hyun, un campeón de artes marciales mixtas y el abusivo esposo de Ha Eun (Do Ji-won), quien no duda en practicar chokes de guillotina o patadas bajas en ella.
El 11 de abril de 2009 se unió al elenco de la serie My Too Perfect Sons donde interpretó al farmacéutico Song Jin-poong, uno de los cuatro hijos de la familia Song.
El 28 de mayo de 2012 se unió al elenco principal de la serie The Chaser donde dio vida al detective Baek Hong-seok, un hombre de familia felizmente casado cuya vida se destruye cuando su hija de 15 años muere en un accidente automovilístico, por lo que busca vengarse del político Kang Dong-yoon (Kim Sang-joong), el responsable de la conspiración que ocasionó la muerte de su familia, hasta el final de la serie el 15 de julio del mismo año.
En julio de 2013 se unió al elenco de la serie Empire of Gold donde interpretó a Choi Min-jae, el despiadado y astuto primo y mayor rival de Jang Tae-joo (Go Soo) por el puesto principal del Grupo Sungjin.
El 5 de junio del mismo año apareció como personaje principal de la película Secretly, Greatly donde dio vida al coronel Kim Tae-won, el jefe del departamento 5446 Corps.
El 14 de agosto del mismo año apareció como personaje principal en la película Hide and Seek, donde interpretó a Sung-soo, un exitoso hombre de negocios cuya vida da un vuelco cuando recibe una llamada telefónica donde le dicen que su hermano Sung-chul (Kim Won-hae) está desaparecido.
El 5 de marzo de 2014 se unió al elenco principal de la serie Three Days donde dio vida a Lee Dong-hwi, el presidente de Corea del Sur.
El 14 de mayo de 2015 apareció como personaje principal de la película The Chronicles of Evil donde interpretó al detective Choi Chang-sik, un oficial altamente condecorado que un día se ve envuelto en un asesinato en defensa propia.
El 12 de febrero de 2016 apareció por primera vez en el séptimo episodio de la serie Signal donde dio vida al congresista Jang Young-chul, papel que volvió a interpretar durante el decimoprimer, decimocuarto y decimosexto episodio.
El 23 de marzo de 2017 apareció como persona principal de la película Ordinary Person donde interpretó al oficial de la policía Kang Sun-jin, que termina involucrado en una conspiración liderada por el manipulador jefe de Planificación de Seguridad Nacional, Choi Gyu-nam (Jang Hyuk) después de que arrestara a un presunto asesino (Jo Dal-hwan) por casualidad.
El 26 de julio del mismo año se unió al elenco principal de la serie Criminal Minds donde dio vida al agente especial Kang Ki-hyung, el líder de la unidad, hasta el final de la serie el 28 de septiembre del mismo año.
El 17 de julio del 2019 se unió al elenco principal de la serie Justice donde interpretó a Song Woo-yong, el rico presidente de la compañía de construcción "Chung-Hyung", hasta el final de la serie el 5 de septiembre del mismo año.
El 31 de enero del 2020 realizó su primera aparición especial en la serie Itaewon Class donde dio vida a Park Sung-yeol, el padre de Park Sae-ro-yi (Park Seo-joon) y un ex empleado en "Jangga Group", que muere en un accidente causado por Jang Geun-won (Kim Dong-hee).
El 6 de julio del mismo año se unió al elenco principal de la serie The Good Detective (también conocida como "Model Detective") donde interpretó al detective Kang Do-chang, un hombre duro pero leal que se basa en su razonamiento deductivo e intuitivo para resolver crímenes, hasta el final de la serie el 25 de agosto del mismo año.
En marzo de 2021 se anunció que estaba en pláticas para unirse al elenco de la serie Tracer donde dará vida a Im Tae-joon, comisionado de la oficina de investigaciones de la Oficina Regional de Seúl que llegó hasta donde está a través de acciones corruptas e ilegales.

## Filmografía

### Series de televisión
| Año     | Título                                                   | Personaje              | Notas                              | Ref.                 |
| ------- | -------------------------------------------------------- | ---------------------- | ---------------------------------- | -------------------- |
| 1994    | Salut D'Amour                                            | -                      |                                    |                      |
| 1995    | Sandglass                                                | Jung In-youn           |                                    |                      |
| 1995    | Even If the Wind Blows                                   | Kim Jin-gook           |                                    |                      |
| 1996    | First Love                                               | Joo Jung-nam           |                                    |                      |
| 1997    | Snail                                                    | Tae Joo                |                                    |                      |
| 1998    | Love on a Jujube Tree                                    | -                      |                                    |                      |
| 1998    | Lie                                                      | Jae Suk                |                                    |                      |
| 1999    | Happy Together                                           | -                      |                                    |                      |
| 1999    | Rising Star, Rising Moon                                 | -                      |                                    |                      |
| 1999    | Sweet Bride                                              | Kyung Dae              |                                    |                      |
| 2000    | The Thief's Daughter                                     | Min-gyu                |                                    |                      |
| 2000    | Pardon                                                   | Han Ho-sub             |                                    |                      |
| 2001    | School 4                                                 | Mtro. Oh Dal-sung      |                                    |                      |
| 2001    | Rules of Marriage                                        | Hwang Bok-soo          |                                    |                      |
| 2002    | The Woman                                                | Oh Man-soo             |                                    |                      |
| 2002    | To Be With You                                           | Choi Min-ki            |                                    |                      |
| 2003    | Love Letter                                              | Padre Peter            |                                    |                      |
| 2003    | Near to You                                              | Won-joon               |                                    |                      |
| 2003    | Lady Next Door                                           | Sang-tae               |                                    |                      |
| 2004    | Terms of Endearment                                      | Noh Kwang-taek         |                                    |                      |
| 2004    | Passion                                                  | Kang Woo-sik           |                                    |                      |
| 2005    | Single Again                                             | Pyo Il-do              | 14 episodios                       |                      |
| 2005    | My Rosy Life                                             | Ban Sung-moon          | 24 episodios                       |                      |
| 2006    | What's Up Fox?                                           | Park Byung-gak         | 16 episodios                       |                      |
| 2007    | H.I.T                                                    | Jo Kyu-won             |                                    |                      |
| 2007    | Several Questions That Make Us Happy                     | Fotógrafo              | 2 episodios                        |                      |
| 2007    | How to Meet a Perfect Neighbor                           | Yang Duk-gil           | 20 episodios                       |                      |
| 2007    | First Wives' Club                                        | Gil-eok                | 104 episodios                      |                      |
| 2008    | Tazza                                                    | Go Kwang-ryeol         | 18 episodios                       |                      |
| 2009    | My Too Perfect Sons                                      | Song Jin-poong         | 54 episodios                       |                      |
| 2009    | Swallow the Sun                                          | -                      |                                    |                      |
| 2009    | Temptation of an Angel                                   | Pervertido en el Sauna | (cameo)                            |                      |
| 2010    | Jejungwon                                                | General                | (cameo)                            |                      |
| 2010    | Definitely Neighbors                                     | Kim Sung-jae           | 65 episodios                       |                      |
| 2010    | My Sister's March                                        | Park Jong-pyo          | 2 episodios                        |                      |
| 2010    | Drama Special Season 1 - "Texas Hit"                     | Jae Hoon               | 1 episodio                         |                      |
| 2010    | Thank You for Making Me Smile                            | -                      | 1 episodio                         |                      |
| 2011    | Drama Special Series Season 1 - "Special Task Force MSS" | Hwang Joon-sung        | 4 episodios                        | [ 22 ]               |
| 2011    | Drama Special Series Season 1 - "Perfect Spy"            | Hombre de Limpieza     | 4 episodios                        |                      |
| 2011    | I Believe in Love                                        | Son Hyun-joo           | (cameo)                            |                      |
| 2011    | Drama Special Season 2 - "Men Cry"                       | Nam Soo                | 1 episodio                         |                      |
| 2011-12 | Living in Style                                          | Na Dae-ra              | 51 episodio                        |                      |
| 2012    | Take Care of Us, Captain                                 | Jang Dae-young         | (cameo)                            |                      |
| 2012    | Drama Special Series Season 2 - "The True Colors"        | Rey                    | 4 episodios                        |                      |
| 2012    | The Chaser                                               | Det. Baek Hong-seok    | 16 episodios                       |                      |
| 2013    | Empire of Gold                                           | Choi Min-jae           | 24 episodios                       |                      |
| 2014    | Three Days                                               | Lee Dong-hwi           | 16 episodios                       |                      |
| 2016    | Signal                                                   | Jang Young-chul        | 4 episodios                        |                      |
| 2016    | Mrs. Cop 2                                               | -                      |                                    |                      |
| 2017    | Criminal Minds                                           | Kang Ki-hyung          | 20 episodios                       |                      |
| 2019    | Justice                                                  | Song Woo-yong          | 32 episodios                       | [ 23 ]               |
| 2020    | Itaewon Class                                            | Park Sung-yeol         | 3 episodios - (aparición especial) |                      |
| 2020    | The Good Detective                                       | Det. Kang Do-chang     | 16 episodios                       | [ 24 ]               |
| 2022    | Tracer                                                   | In Tae-joon            |                                    |                      |
| 2024    | Cautivar a un rey                                        | Kang Hang-sun          |                                    | [ 25 ] [ 26 ]        |
| 2024    | Your Honor                                               | Song Pan-ho            |                                    | [ 27 ] [ 28 ] [ 29 ] |

### Películas
| Año  | Título                               | Personaje                     | Notas                                                                                        |
| ---- | ------------------------------------ | ----------------------------- | -------------------------------------------------------------------------------------------- |
| 1996 | Piano Man                            | -                             |                                                                                              |
| 1997 | Baby Sale                            | -                             |                                                                                              |
| 1998 | The Happenings                       | Prisionero                    |                                                                                              |
| 1999 | The Spy                              | -                             |                                                                                              |
| 2001 | Guns & Talks                         | Tak Mun-bae                   | junto a Shin Hyun-joon, Won Bin, Shin Ha-kyun, Jung Jae-young, Jung Jin-young y Gong Hyo-jin |
| 2004 | Two Guys                             | Vicejefe Im                   |                                                                                              |
| 2004 | Liar                                 | Inspector Park                |                                                                                              |
| 2004 | Father and Son: The Story of Mencius | Padre Pig                     |                                                                                              |
| 2005 | Short Time                           | Det. Kang Jong-tae            | junto a Lee Beom-soo, Byeon Ju-yeon y Choi Seong-guk                                         |
| 2006 | Now and Forever                      | Jefe de Sección Min           | junto a Choi Ji-woo, Jo Han-sun, Choi Seong-guk y Seo Young-hee                              |
| 2007 | Punch Lady                           | Soo-hyun                      | junto a Do Ji-won                                                                            |
| 2008 | The Devil's Game                     | Min Tae-suk                   | junto a Shin Ha-kyun, Byun Hee-bong, Lee Hye-young, Lee Eun-sung y Jang Hang-sun             |
| 2013 | Secretly, Greatly                    | Cnel. Kim Tae-won             | junto a Kim Soo-hyun, Park Ki-woong, Lee Hyun-woo y Kim Sung-kyun                            |
| 2013 | Hide and Seek                        | Sung-soo                      | junto a Kim Won-hae, Moon Jeong-hee, Jeon Mi-seon, Kim Ji-young, Kim Su-an y Jo Han-chul     |
| 2015 | The Chronicles of Evil               | Det. Choi Chang-sik           | junto a Choi Daniel, Ma Dong-seok y Park Seo-joon                                            |
| 2015 | The Phone                            | Go Dong-ho                    | junto a Uhm Ji-won, Bae Seong-woo, Hwang Bo-ra, Roh Jeong-eui, Jang In-sub y Jo Dal-hwan     |
| 2016 | The Hunt                             | Jefe de Det. Son              | junto a Cho Jin-woong, Ahn Sung-ki, Kwon Yul, Park Byung-eun y Han Ye-ri                     |
| 2017 | Ordinary Person                      | Kang Sun-jin                  | junto a Jang Hyuk, Kim Sang-ho, Ra Mi-ran, Ji Seung-hyun y Jung Man-sik                      |
| 2017 | Real                                 | Paciente con una Discapacidad | junto a Kim Soo-hyun, Sung Dong-il, Lee Sung-min y Sulli - (aparición especial)              |
| 2019 | Jesters: The Game Changers           | Han Myung-hoe                 |                                                                                              |
| 2020 | The Golden Holiday                   | Det. en Jefe Kang             |                                                                                              |
| 2022 | Hansan: Rising Dragon                | Won Gyun                      | junto a Park Hae-il, Byun Yo-han, Ok Taec-yeon, Gong Myung, Ahn Sung-ki y Jo Jae-yoon        |

### Programas de variedades
| Año                    | Título                 | Notas                                                           |
| ---------------------- | ---------------------- | --------------------------------------------------------------- |
| 2020                   | The Return of Superman | (ep. #327) - invitado                                           |
| 2018                   | Life Bar               | (ep. #58-59) - invitado                                         |
| 2012, 2013, 2015, 2017 | Running Man            | (ep. #158, 246) - invitado (ep. #102, 342) - aparición especial |
| 2013                   | Good Morning           | invitado                                                        |

## Discografía

### Álbum
| Año  | Título                           | Notas |
| ---- | -------------------------------- | ----- |
| 1998 | Ju Jung-nam's IMF Medley Best 21 | -     |
| 1997 | Ju Jung-nam's First Love Medley  | -     |

## Premios y nominaciones
| Año  | Categoría                                            | Premio                                  | Trabajo                | Resultado |
| ---- | ---------------------------------------------------- | --------------------------------------- | ---------------------- | --------- |
| 2019 | Top Excellence Award, Actor                          | KBS Drama Award                         | Justice                | Nominado  |
| 2019 | Excellence Award, Actor in a Miniseries              | KBS Drama Award                         | Justice                | Nominado  |
| 2019 | Netizen Award, Actor                                 | KBS Drama Award                         | Justice                | Nominado  |
| 2017 | Presidential Recommendation                          | 8th Korean Popular Culture Award        | -                      | Ganó      |
| 2017 | Star Award                                           | Korean Film Shining Star Award          | Ordinary Person        | Ganó      |
| 2017 | Best Actor                                           | 39th Moscow International Film Festival | Ordinary Person        | Ganó      |
| 2015 | Best Actor                                           | 52nd Grand Bell Award                   | The Chronicles of Evil | Nominado  |
| 2015 | Top Star Award                                       | The Korean Film Actors Guild Award      | The Chronicles of Evil | Ganó      |
| 2014 | Excellence Award, Actor in a Miniseries              | SBS Drama Award                         | Three Days             | Nominado  |
| 2014 | Best Actor                                           | 23rd Buil Film Award                    | Hide and Seek          | Nominado  |
| 2014 | Best Actor                                           | 50th Baeksang Arts Award                | Hide and Seek          | Nominado  |
| 2013 | Best Actor                                           | 40th Korea Broadcasting Award           | The Chaser             | Ganó      |
| 2013 | Best Actor (TV)                                      | 49th Baeksang Arts Award                | The Chaser             | Ganó      |
| 2012 | Top 10 Stars                                         | SBS Drama Award                         | The Chaser             | Ganó      |
| 2012 | Top Excellence Award, Actor in a Miniseries          | SBS Drama Award                         | The Chaser             | Nominado  |
| 2012 | Grand Prize (Daesang)                                | SBS Drama Award                         | The Chaser             | Ganó      |
| 2012 | Grand Prize (Daesang)                                | 1st K-Drama Star Award                  | The Chaser             | Ganó      |
| 2012 | Top Excellence Award, Actor                          | 5th Korea Drama Award                   | The Chaser             | Nominado  |
| 2012 | Grand Prize (Daesang)                                | 5th Korea Drama Award                   | The Chaser             | Nominado  |
| 2011 | Best Actor in a One-Act Drama/Special                | KBS Drama Award                         | Perfect Spy            | Nominado  |
| 2011 | Top Excellence Award, Actor in a Weekend/Daily Drama | SBS Drama Award                         | Living in Style        | Nominado  |
| 2011 | President's Commendation                             | 48th Savings Day                        | -                      | Ganó      |
| 2010 | Top Excellence Award, Actor in a Weekend/Daily Drama | SBS Drama Award                         | Definitely Neighbors   | Ganó      |
| 2010 | Best Actor in a One-Act Drama/Special                | KBS Drama Award                         | Texas Hit              | Ganó      |
| 2010 | Citation                                             | Korean Popular Culture and Art Award    | -                      | Ganó      |
| 2009 | Excellence Award, Actor in a Serial Drama            | KBS Drama Award                         | My Too Perfect Sons    | Nominado  |
| 2009 | Top Excellence Award, Actor'                         | KBS Drama Award                         | My Too Perfect Sons    | Ganó      |
| 2008 | Best Supporting Actor in a Special Planning Drama    | SBS Drama Award                         | Tazza                  | Ganó      |
| 2008 | Best Supporting Actor                                | 45th Grand Bell Award                   | The Devil's Game       | Nominado  |
| 2007 | Best Supporting Actor in a Special Planning Drama    | SBS Drama Award                         | First Wives' Club      | Nominado  |
| 2006 | Best Actor (TV)                                      | 42nd Baeksang Arts Award                | My Rosy Life           | Nominado  |
| 2005 | Best Couple Award (junto a Choi Jin-sil)             | KBS Drama Award                         | My Rosy Life           | Ganaron   |
| 2005 | Excellence Award, Actor                              | KBS Drama Award                         | My Rosy Life           | Ganó      |
| 2005 | Best Supporting Actor                                | SBS Drama Award                         | Single Again           | Nominado  |
| 2003 | Top Excellence Award, Actor                          | MBC Drama Award                         | Lady Next Door         | Nominado  |
| 2002 | Best Supporting Actor                                | KBS Drama Award                         | To Be with You         | Ganó      |
| 2001 | Best Supporting Actor                                | SBS Drama Award                         | The Thief's Daughter   | Ganó      |
| 2000 | Congeniality Award                                   | SBS Drama Award                         | -                      | Ganó      |
| 2000 | Excellence Award, Actor                              | SBS Drama Award                         | The Thief's Daughter   | Nominado  |
| 1998 | Best Supporting Actor                                | 19th Blue Dragon Film Award             | The Happenings         | Nominado  |
| 1996 | Best Supporting Actor                                | KBS Drama Award                         | First Love             | Ganó      |